# Nagyréde, Heves
Nagyréde  este un sat în districtul Gyöngyös, județul Heves, Ungaria, având o populație de 3.224 de locuitori (2011). 

## Demografie
Componența etnică a satului Nagyréde
     Maghiari (99,02%)
     Necunoscut (0,3%)
     Alții (0,68%)
Componența confesională a satului Nagyréde
     Romano-catolici (58,65%)
     Fără religie (9,55%)
     Reformați (1,95%)
     Necunoscută (28,72%)
     Alte religii (1,77%)
Conform recensământului din 2011, satul Nagyréde avea 3.224 de locuitori. Din punct de vedere etnic, majoritatea locuitorilor (99,02%) erau maghiari. Apartenența etnică nu este cunoscută în cazul a 0,3% din locuitori.  Din punct de vedere confesional, majoritatea locuitorilor (58,65%) erau romano-catolici, existând și minorități de persoane fără religie (9,55%) și reformați (1,95%). Pentru 28,72% din locuitori nu este cunoscută apartenența confesională.